# 天津市武清区杨村第一中学
天津市武清区杨村第一中学，简称杨村一中，现位于天津市武清区东蒲洼街道，始建于1951年，是一所隶属于武清区教育局的天津市市级重点中学:685-688。

## 历史
杨村第一中学的前身是武清县黄花店小学于1950年2月附设的中学补习班，当时设有三个班，学生130余人。1951年9月2日，经武清县人民政府报请河北省天津专员公署批准，学校正式成立，定名为杨村初级中学校。
自1950年建校至1954年8月，校名为杨村初级中学校；1954年9月至1955年12月为武清县杨村第一初级中学。1956年1月至同年9月为河北杨村初级中学。1956年起，学校增设高中部。1956年10月至1958年7月为河北杨村中学；1958年7月至1959年9月为河北武清第一中学。1959年9月至1973年8月为河北杨村中学。1963年5月20日，被河北省教育厅确定为河北省重点中学。1973年8月，武清县划归天津市后，学校改为天津市武清县杨村第一中学:685-688。
1980年6月18日，天津市教育局将其列为天津市市重点中学。1996年8月，学校取消初中部。